# Flip Phillips
Joseph Edward Filippelli (26 de marzo de 1915 - 17 de agosto de 2001),  conocido profesionalmente como Flip Phillips, fue un saxofonista tenor y clarinete de jazz estadounidense. Es mejor recordado por su trabajo con el Jazz de Norman Granz en los conciertos de la Filarmónica de 1946 a 1957.  Grabó un álbum para Verve cuando tenía 80 años. Actuó en una variedad de géneros, incluido el jazz convencional, el swing y el jump blues.

## Carrera
Nació en Brooklyn, Nueva York, Estados Unidos.  Durante la década de 1930, Phillips tocaba el clarinete en un restaurante de Brooklyn. Posteriormente fue miembro de bandas lideradas por Frankie Newton, Red Norvo, Benny Goodman y Wingy Manone. Fue solista habitual de la banda de Woody Herman a mediados de la década de 1940 y durante los siguientes diez años actuó con Jazz en la Filarmónica. Se retiró a Florida, pero después de quince años volvió a la música, volvió a grabar y actuó hasta los 80 años. 
Grabó extensamente para Clef en las décadas de 1940 y 1950,  incluido un álbum de 1949 de temas de grupos pequeños bajo su liderazgo con Buddy Morrow, Tommy Turk, Kai Winding, Sonny Criss, Ray Brown y Shelly Manne.  Acompañó a Billie Holiday en su álbum de 1952 Billie Holiday Sings. 
Murió en agosto de 2001, en Fort Lauderdale, Florida, a la edad de 86 años. 

## Discografía

### Como líder
- Flip Phillips Collates (Clef, 1952)
- Flip Phillips Collates Vol. 2 (Clef, 1953)
- Flip Phillips Quartet (Mercury, 1953)
- Jumping Moods (Clef, 1954)
- Rock with Flip (Clef, 1954)
- The Flip Phillips Buddy Rich Trio (Clef, 1954)
- Flip Phillips Quintet (Clef, 1955)
- The Battle of the Saxes (American Recording Society, 1956)
- Flip (Clef, 1956)
- Flip Wails (Clef, 1956)
- Swingin' with Flip Phillips and His Orchestra (1956)
- Flip in Florida (Onyx, 1963)
- Your Place or Mine? (Jump, 1963)
- Flip Phillips Revisited (1965)
- Phillips's Head (Choice, 1975)
- John & Joe  (Chiaroscuro, 1977)
- Live at the Beowulf (1978)
- Flipenstein (Progressive, 1981)
- The Claw: Live at the Floating Jazz Festival (Chiaroscuro, 1986)
- A Sound Investment with Scott Hamilton (Concord Jazz, 1987)
- A Real Swinger (Concord Jazz, 1988)
- Try a Little Tenderness (Chiaroscuro, 1992)
- Live at the 1993 Floating Jazz Festival (Chiaroscuro, 1993)
- Spanish Eyes (Candid, 1997)
- John & Joe Revisited (Chiaroscuro, 1999)
- Swing Is the Thing! (Verve, 2000)
- Celebrates His 80th Birthday at the March of Jazz 1995 (Arbors, 2003)
- Live at the Beowulf: Arbors Historical Series, Vol. 5 (Arbors, 2004)[5]

### Como acompañante
Con Johnny Hodges
- In a Tender Mood (Norgran, 1952 [1955])

Con Gene Krupa y Buddy Rich
- The Drum Battle (Verve, 1952 [1960])

Con Charlie Parker
- Big Band (Clef, 1954)